# The Day of the Locust
The Day of the Locust is een Amerikaanse dramafilm uit 1975 onder regie van John Schlesinger. Het scenario is gebaseerd op de gelijknamige roman uit 1939 van de Amerikaanse auteur Nathanael West.

## Verhaal
De artiest Tod Hackett reist in de jaren 30 naar Hollywood. Hij verwacht er een wereld van pracht en praal, maar hij komt terecht in een stad vol ontgoochelde mensen. Ze komen allemaal bij elkaar voor een grimmige Hollywoodpremière.

## Rolverdeling
| Acteur             | Personage       |
| ------------------ | --------------- |
| Donald Sutherland  | Homer Simpson   |
| Karen Black        | Faye Greener    |
| Burgess Meredith   | Harry Greener   |
| William Atherton   | Tod Hackett     |
| Geraldine Page     | Grote zus       |
| Richard Dysart     | Claude Estee    |
| Bo Hopkins         | Earle Shoop     |
| Pepe Serna         | Miguel          |
| Lelia Goldoni      | Mary Dove       |
| Billy Barty        | Abe Kusich      |
| Jackie Earle Haley | Adore           |
| Gloria LeRoy       | Mevrouw Loomis  |
| Jane Hoffman       | Mevrouw Odlesh  |
| Norman Leavitt     | Mijnheer Odlesh |
| Madge Kennedy      | Mevrouw Johnson |